# 中間子工場
中間子工場（ちゅうかんしこうじょう）とは、パイ中間子、およびそれから自然崩壊により得られるミュー粒子を高い強度の粒子線（二次ビーム）として発生するために作られた大規模実験施設の総称。中間子を大量に生産する工場という意味で、研究者の間で広く使われるようになった。歴史的には、これらの粒子を用いた素粒子・原子核実験が活発になった1970年代に最初のものがスイス（ポール＝シェラー研究所、チューリッヒ郊外）、カナダ（トライアムフ研究所、バンクーバー）で建設され、その後英国（ラザフォード・アップルトン研究所、オックスフォード）でも1980年代に稼働して今日に至っている。なお、日本国内では、高エネルギー加速器研究機構内にあるミュオン科学研究施設（つくば市）が国内唯一の施設として稼働していたが、次世代施設J-PARC建設のために現在は運転を停止している。

## 施設の概要
「中間子工場」ではパイ中間子を効率よく発生させるために、粒子加速器(サイクロトロンまたはシンクロトロン)を用いて陽子を5億電子ボルト (500 MeV) 程度まで加速して生成標的(炭素、銅等の金属固体)に照射する。陽子は生成標的内の原子核と核反応を起こし、この際に陽子が持ち込んだ運動エネルギーの一部分がパイ中間子として放出される。生成標的外部に放出されたパイ中間子は粒子線として電磁石で構成される輸送系（ビームライン）で目的の場所まで運ばれて利用実験に供される。ただし、現在ではどの中間子工場でもパイ中間子そのものを直接利用する研究はほとんど行なわれておらず、もっぱらミュー粒子が用いられている。ミュー粒子を生成するためには、(1) 生成標的外に放出されたパイ中間子をさらに5–6メートル程の閉じ込め磁場（ソレノイド磁場）中に通し、飛行中にミュー粒子に崩壊させて取り出す方法と、(2) 生成標的固体の表面付近に停止したパイ中間子が崩壊して放出されるミュー粒子を取り出す方法とがあり、前者を「崩壊ミュオンビーム」、後者を「表面ミュオンビーム」と呼ぶ。崩壊ミュオンビームでは正、負の電荷を持ったミュー粒子いずれもビームとして得られるが、表面ミュオンビームでは正のミュー粒子のみが得られる。これは元となる負のパイ中間子が生成標的内に停止した場合、負のミュー粒子に崩壊する前に標的物質の原子核に捕獲され、消滅してしまうためである。
パイ中間子は平均寿命約26ナノ秒で崩壊し、ミュー粒子とニュートリノが同時に反対方向に飛び出す。この過程は弱い相互作用によるもので、パリティがほぼ100%破れているために生成する一方の粒子であるニュートリノのスピンが運動方向に100%そろっている。従って、崩壊過程における全角運動量の保存則（パイ中間子のスピンはゼロ）を満たすように、相方のミュー粒子のスピンも運動方向に100%偏極する。このように、粒子線として取り出されたミュー粒子はその運動方向にほぼ100%という極めて大きなスピン偏極を持っており、この性質を利用してミュオンスピン回転など様々な応用研究が行なわれている。

## 関連事項
- 中間子
- ミュー粒子
- ミュオンスピン回転